# Siphonogorgia duriuscula
Siphonogorgia duriuscula is een zachte koraalsoort uit de familie Nidaliidae. De koraalsoort komt uit het geslacht Siphonogorgia. Siphonogorgia duriuscula werd in 1909 voor het eerst wetenschappelijk beschreven door Thomson & Simpson. 